# Hemimeris sabulosa
Hemimeris sabulosa är en flenörtsväxtart som beskrevs av Carl von Linné d.y.. Hemimeris sabulosa ingår i släktet Hemimeris och familjen flenörtsväxter. Inga underarter finns listade i Catalogue of Life.